# Пира (дем Пили)
Вижте пояснителната страница за други значения на Пира.
Пира (на гръцки: Πύρρα) е село в Пинд, дем Пили на област Тесалия. Населението му е 19 души според преброяването от 2011 г. Пира се намира на южните склонове на Нераида.